# Nueva Ola iraní
La Nueva Ola iraní fue un movimiento en el cine iraní que inició en 1964 con la película Piel de serpiente de Hajir Darioush; como una reacción al cine popular de ese momento, que no reflejaba las normas de vida de los iraníes ni su gusto artístico. Se caracterizó por una serie de películas originales ricas en imágenes pictóricas y de un estilo narrativo poético y alegórico. Las películas tienen un cariz de documental, siendo realistas y políticas, con un tono reflexivo y enfocadas en la clase baja rural.
Los filmes iraníes de la Nueva Ola compartieron algunas características con los filmes de arte europeos de la época, en particular con el Neorrealismo italiano. Para la escritora y productora Rose Issa las películas iraníes tienen un lenguaje cinematográfico claramente iraní "que aboga por la poesía en la vida cotidiana y en la persona ordinaria borrando los límites entre la ficción y la realidad, entre largometraje y documental." Este enfoque único, afirma, ha inspirado a los directores de cine europeos a emular este estilo, como a Michael Winterbottom, director de En este mundo (2002), la cual considera un homenaje al cine iraní contemporáneo. Las características del cine iraní de Nueva Ola, en particular las obras del legendario Abbas Kiarostami, han sido clasificadas por algunos como posmodernas.

## Historia

### Antecedentes
El cine en Irán comenzó a desarrollarse en 1900, cuando el rey Mozaffareddín Shah Qayar conoció el cinematógrafo al viajar a Francia y ordenó a su fotógrafo en jefe, Mirza Akasbashi comprar uno. Al visitar el Festival de las Flores en Bélgica, Akasbashi dirigió el cinematógrafo hacia los carruajes adornados con flores, convirtiéndose en el primer iraní en filmar algo. Los cines se abrieron a partir de 1903 por Mirza Ibrahim Sahfbashi, mientras que la primera escuela de cine fue inaugurada en Teherán en 1930 por el inmigrante ruso-armenio Ovanes Ohanian, que había estudiado en la Escuela de Arte Cinematográfico de Moscú. Ohanian creó la primera película muda iraní de larga duración, Haji Agha, y una segunda titulada Abi va Rabi. En 1927, Abdul-Hussein Sepanta hizo cuatro películas en lenguaje persa. 
Debido a la dominación y censura del régimen Pahlavi (1925  1979) sobre todos los aspectos de la cultura iraní, el cine tuvo dificultades para desarrollarse de una manera que reflejara su propia cultura. En este tiempo, Film Farsi comenzó ha hacer lo que ha sido descrito como "películas de baja calidad para audiencias que se estaban volviendo adictas a esa tarifa, perdiendo cualquier gusto o demanda de algo diferente." Film Farsi se caracteriza por imitar el popular cine de Hollywood e India, y su uso común de canciones y rutinas de baile.
Los factores que condujeron al surgimiento de la Nueva Ola en Irán se debieron, en parte, a los movimientos intelectuales y políticos de la época. En la década de 1950 se desarrolló un clima de romanticismo artístico luego del golpe de Estado de 1953. Junto a esto, tomó lugar una literatura comprometida socialmente que alcanzó su punto máximo en la década de 1960, considerada por muchos la época dorada de la literatura persa contemporánea. También hubo una influencia de la Nueva Ola francesa y el Neorrealismo italiano.
En 1963, Forough Farrokhzad realizó el aclamado documental corto La casa es negra, considerado un precursor del cine de la Nueva Ola. Sus representaciones inquebrantables de la vida en una colonia de leprosos, junto con tomas artísticamente compuestas y su propia poesía, hicieron de esta una película verdaderamente única. Otras películas como La noche del jorobado (1964) de Farrokh Ghaffari, Ladrillo y espejo (1965) de Abrahim Golestan y Siavush en Persépolis de Ferydoon Rahnema se consideran precursoras también.

### Establecimiento

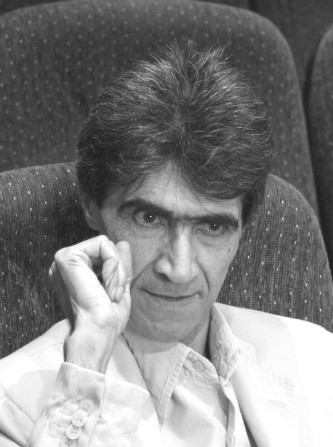
Nasser Taghvai.

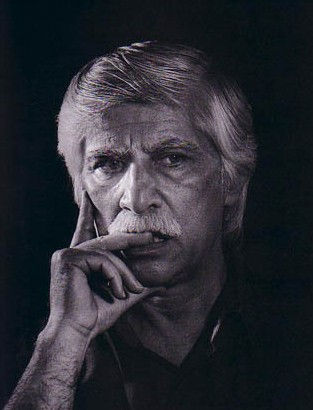
Bahram Beyzai.

La Nueva Ola surgió en 1964 con la segunda película de Hajir Darioush, Piel de serpiente(جلد مار), basada en la novela El amante de Lady Chatterley (1928) de D. H. Lawrence. Los dos anteriores e importantes documentales sociales de Darioush: Pero surgen los problemas (ولی افتاد مشکلها) de 1965 y Cara 75" (چهره 75) también contribuyeron significativamente al establecimiento de la Nueva Ola. En 1969, tras el lanzamiento de La vaca dirigida por Darius Mehrjui, seguida por Qeysar de Masoud Kimiai, Calma ante los demás de Nasser Taqvai y Downpour de Bahram Beyzai, la Nueva Ola quedó bien establecida como una prominente, dinámica e intelectual tendencia cultural. Le siguieron Downpour (1971) de Bahram Beyzai, Paz en presencia de otros(1969/1972) de Nasser Taghvai, Un simple evento (1973) y Aún vida (1974), ambas de Sohrab Shahid Saless.

### Pos-revolución
Los pioneros de la generación de la Nueva Ola iraní que se dio tras las revolución de 1979 fueron directores como Varuzh Karim-Masihi, Abbas Kiarostami, Dariush Mehrjui, Masoud Kimiay, Nasser Taqvai, Ebrahim Golestan, Sohrab Shahid Sales, Bahram Beizai y Parviz Kimiavi, que hicieron películas innovadoras de cine arte con lenguaje poético y tonos altamente políticos y filosóficos. Las películas posteriores de este tipo han pasado a denominarse el "nuevo cine iraní", para distinguirlas de sus raíces. También destacaron Rafi Pitts, Bahman Ghobadi, Maziar Miri, Asghar Farhadi, Mani Haghighi y Babak Payami. A esta generación pertenecen* The Color of Paradise (1999) de Majid Majidi, Blackboards (2000) de Samira Makhmalbaf y Kandahar (2001) de Mohsen Makhmalbaf y Sueño amargo (2004) de Mohsen Amiryoussefi.